# سيتروين سي3 III
سيتروين سي3 III هي سيارة صغيرة من تصنيع سيتروين، وهي الجيل الثالث من سيارة سيتروين سي3 بعد سيتروين سي3 I وسيتروين سي3 II، وظهرت هذه السيارة أول مرة سنة 2016.